# 메사 석비

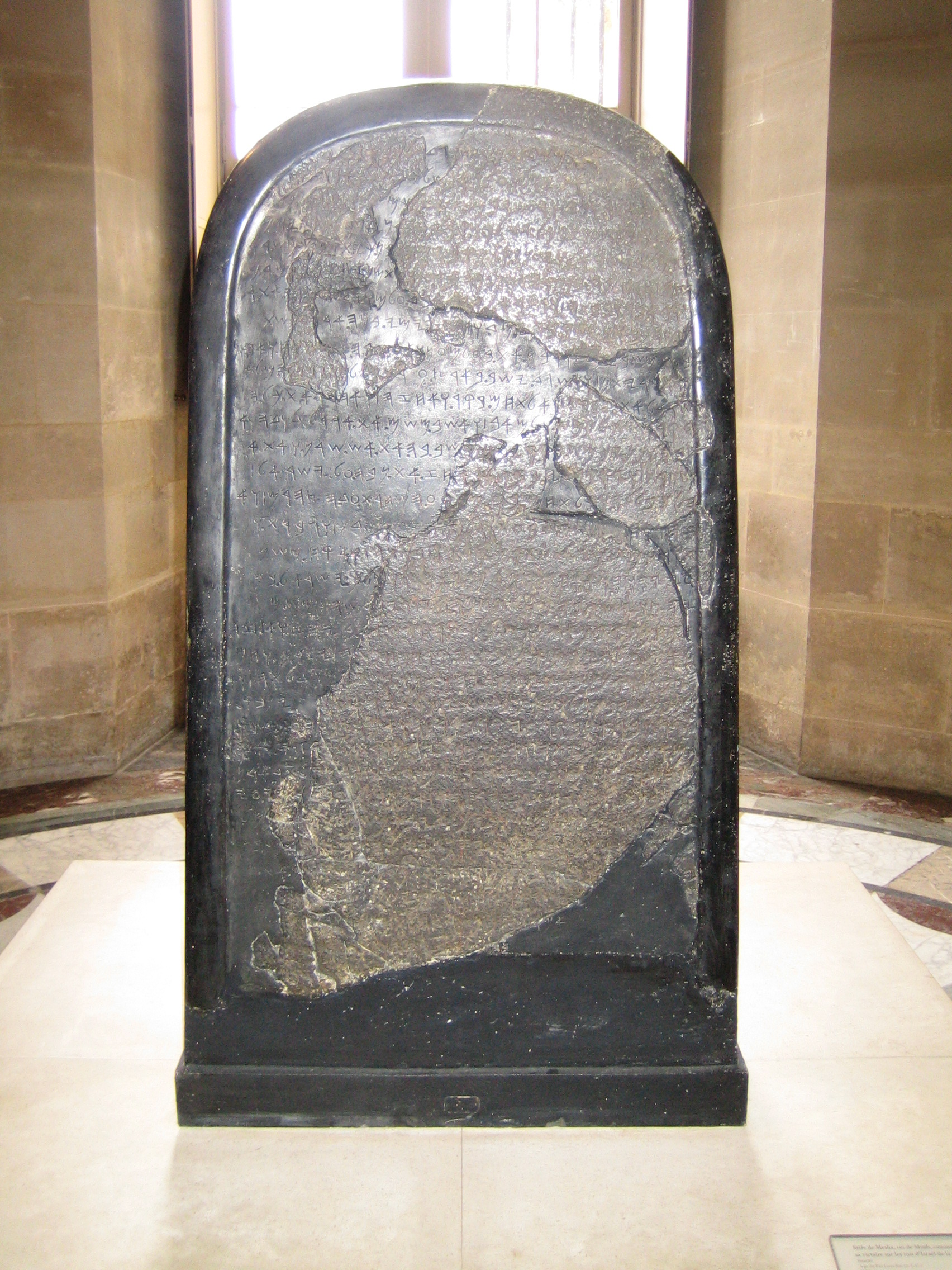
루브르 박물관에 있는 메사 석비

메사 석비(또는 메사 비문, Mesha Stele)는 기원전 9세기경 요르단강 동쪽에 위치했던 작은 왕국인 모압의 왕 메사의 명령으로 제작된 석비이다. 91cm 높이와 60cm 넓이로 이루어진 검은 현무암 석판에 모압왕 메사의 승리에 대한 기록이 있다. 1868년 발견되었으며, 1873년부터 프랑스 파리의 루브르 박물관에 전시되었다.

## 내용
메사 비문은 성서 고고학에 굉장히 중요한 유물이다. 그 이유는 메사 비문에 “이스라엘의 왕, 오므리”가 언급되기 때문이다. 성서에 등장하는 오므리(왕상 16:21-28-역주)는 주전 9세기경 북이스라엘 왕국을 통치하였다. 메사 비문은 성서 외 비문에서 히브리어 성서의 인물이나 장소가 언급된 첫 번째 경우에 속한다. 메사는 비문에 자신의 주요 업적을 기록하였다. 아마도 그는 모압의 신 그모스(Chemosh) 신전과 연계하여 이 비문을 건립한 것으로 보인다. 비문에 언급한 내용에는 메사가 오므리의 손자 여호람이 이끄는 이스라엘 군대를 격파한 기록이 있는데 히브리어 성서(왕하 3:4-27)에는 약간 다르게 묘사되고 있다. 특히 메사 비문에는 이스라엘에 빼앗긴 모압의 영토가 회복되었다는 기록이 있다. 비문의 일부를 보면 다음과 같다.
| “ | 나는 디본인, 모압의 왕(the King of Moab)…메사(Mesha)이다. 나의 아버지는 30년 동안 모압의 왕이었다. 나는 나의 아버지의 뒤를 이어 왕이 되었다. 그리고 나는 그모스를 위하여 산당을 만들었다…왜냐하면 그는 모든 왕들로부터 나를 구원해주었고, 모든 원수들을 제압하게 해주었기 때문이다. 오므리(Omri)는 이스라엘의 왕이었다. 그는 수년 동안 모압을 압제하였는데…그러나 나는 그와 그의 집(왕조)을 제압했고, 이스라엘은 폐허가 되었다. 오므리는 메데바(Medeba)의 전 지역을 소유하고 있었다. 그 지역에서 오므리는 그의 통치기 전체를 살았고, 그의 아들은 그의 시대 절반동안 살았다. 모두 40년이었다. 그러나 그모스가 나의 시대에 이 지역을 회복시켜 주었다. | ” |

## 출애굽기와의 연관성
모압 왕 메사의 이야기 역시 출애굽기와 매우 유사하다. 모압 왕 메사라는 이름은 모세의 이름과 관련이 있다; 메사는 또한 출애굽과 정복 이야기와 관련이 있으며, 그에 관한 이야기의 몇 가지 모티브는 출애굽 이야기와 이스라엘이 모압과 전쟁을 벌인 이야기와 공유된다 (열왕기하 3장); 모세처럼 압제에 반항하는 모압 왕 메사는 모세가 이집트에서 했던 것처럼 그의 백성을 이스라엘 밖으로 인도하고 그의 맏아들은 출애굽기 이야기에서 이스라엘의 맏아들이 학살을 선고받은 것처럼 길하레셋 성벽에서 죽임을 당했다.